# Ronde van Vlaanderen 1977
De 61ste editie van de Ronde van Vlaanderen werd verreden op 3 april 1977 over een afstand van 260 km van Sint-Niklaas naar Meerbeke. De gemiddelde uursnelheid van de winnaar was 39,207 km/h. Van de 167 vertrekkers bereikten er 26 de aankomst.

## Koersverloop
Voor het eerst werd gestart in Sint-Niklaas. Eddy Merckx viel aan tijdens de beklimming van de Oude Kwaremont en sloeg een ruime kloof. Op de Koppenberg had hij een minuut voorsprong op Roger De Vlaeminck en Freddy Maertens die na een val een fiets geleend had van een toeschouwer. Maertens werd door de koersleiding aangemaand om af te stappen, maar negeerde dit. De Vlaeminck reed lek, terwijl het Maertens lukte om Merckx te vervoegen. Uiteindelijk lukte het ook De Vlaeminck bij de koplopers te komen. Een vermoeide Merckx moest beiden laten gaan. Uiteindelijk versloeg De Vlaeminck Maertens in de sprint. Maertens werd gedeclasseerd wegens ongeoorloofde fietswissel en Walter Planckaert die derde eindigde, werd gedeclasseerd wegens doping (amfetamine Stimul). 

## Hellingen
| - Oude Kwaremont - Koppenberg - Taaienberg | - Eikenberg - Volkegemberg - Varent | - Muur - Bosberg |

## Uitslag
| Rang | Renner             | Land           | Ploeg                 | Tijd     | opmerking                                  |
| ---- | ------------------ | -------------- | --------------------- | -------- | ------------------------------------------ |
| 1    | Roger De Vlaeminck | België         | Brooklyn              | 6h44'00  |                                            |
| 2    | Freddy Maertens    | België         | Flandria-Velda        | op 2"    | gedeclasseerd wegens fietswissel           |
| 2    | Walter Godefroot   | België         | IJsboerke-Colnago     | z.t.     |                                            |
| 3    | Walter Planckaert  | België         | Maes-Miniflat         | op 2'    | gedeclasseerd wegens doping                |
| 3    | Jan Raas           | Nederland      | Frisol-Gazelle        | z.t.     |                                            |
| 4    | Francesco Moser    | Italië         | Sanson                | z.t.     |                                            |
| 5    | Michel Pollentier  | België         | Flandria-Velda        | z.t.     |                                            |
| 6    | Frans Verbeeck     | België         | IJsboerke-Colnago     | z.t.     |                                            |
| 7    | Marc Demeyer       | België         | Flandria-Velda        | z.t.     |                                            |
| 8    | Willy Planckaert   | België         | Maes-Miniflat         | z.t.     |                                            |
| 9    | Dietrich Thurau    | West-Duitsland | TI-Raleigh            | z.t.     |                                            |
| 10   | Guy Sibille        | Frankrijk      | Peugeot-Esso-Michelin | op 2'    | gedeclasseerd wegens missen dopingcontrole |
| 10   | Hennie Kuiper      | Nederland      | TI-Raleigh            | op 2'48" |                                            |

1913 · 
1914 · 
1915 · 
1916 · 
1917 · 
1918 · 
1919 · 
1920 · 
1921 · 
1922 · 
1923 · 
1924 · 
1925 · 
1926 · 
1927 · 
1928 · 
1929 · 
1930 · 
1931 · 
1932 · 
1933 · 
1934 · 
1935 · 
1936 · 
1937 · 
1938 · 
1939 · 
1940 · 
1941 · 
1942 · 
1943 · 
1944 · 
1945 · 
1946 · 
1947 · 
1948 · 
1949 · 
1950 · 
1951 · 
1952 · 
1953 · 
1954 · 
1955 · 
1956 · 
1957 · 
1958 · 
1959 · 
1960 · 
1961 · 
1962 · 
1963 · 
1964 · 
1965 · 
1966 · 
1967 · 
1968 · 
1969 · 
1970 · 
1971 · 
1972 · 
1973 · 
1974 · 
1975 · 
1976 · 
1977 · 
1978 · 
1979 · 
1980 · 
1981 · 
1982 · 
1983 · 
1984 · 
1985 · 
1986 · 
1987 · 
1988 · 
1989 · 
1990 · 
1991 · 
1992 · 
1993 · 
1994 · 
1995 · 
1996 · 
1997 · 
1998 · 
1999 · 
2000 · 
2001 · 
2002 · 
2003 · 
2004 · 
2005 · 
2006 · 
2007 · 
2008 · 
2009 · 
2010 · 
2011 · 
2012 · 
2013 · 
2014 · 
2015 · 
2016 · 
2017 · 
2018 · 
2019 · 
2020 · 
2021 · 
2022 · 
2023 · 
2024 · 
2025
Lijst van beklimmingen